# Jerônimo Vingt-un Rosado Maia
Jerônimo Vingt-un Rosado Maia (Mossoró, 25 de setembro de 1920 — 21 de dezembro de 2005) foi um agrônomo brasileiro e conhecida personalidade da cidade potiguar de Mossoró.

## Biografia
Nascido numa tradicional família de políticos de origem portuguesa, era filho do farmacêutico Jerónimo Rosado. Teve como irmãos o ex-governador Dix-Sept Rosado, o ex-deputado federal Vingt Rosado e o ex-prefeito Dix-Huit Rosado.
Alguns filhos de Jerônimo Rosado receberam o nome de algarismos em língua francesa, extravagância incomum no registro civil brasileiro:
1. Jerônimo Rosado Filho
2. Laurentino Rosado Maia
3. Tércio Rosado Maia
4. Izaura Rosado
5. Laurentino Rosado Maia
6. Isaura Sexta Rosado de Sá
7. Jerônima Sétima Rosado Fernandes
8. Maria Oitava Rosado Cantídio
9. Isauro Nono Rosado Maia
10. Vicência Décima Rosado Maia
11. Laurentina Onzième Rosado Fernandes
12. Laurentino Duodécimo Rosado Maia
13. Isaura Trezième Rosado Maia
14. Isaura Quatorzième Rosado de Magalhães
15. Jerônimo Quinzième Rosado Maia
16. Isaura Seize Rosado Coelho
17. Jerônimo Dix-sept Rosado Maia
18. Jerônimo Dix-huit Rosado Maia
19. Jerônimo Dix-neuf Rosado Maia
20. Jerônimo Vingt Rosado Maia
21. Jerônimo Vingt-un Rosado Maia.

Em 17 de abril de 2011 alguns membros da família participaram do Domingão do Faustão, falando sobre os nomes incomuns.
Sua maior contribuição foi a criação da Coleção Mossoroense, que possui uma quantidade enorme de livros criados por pessoas da região. A Coleção Mossoroense está ligada à Fundação Vingt-un Rosado.